# Свети Георги (Йеди Дермен)
„Свети Георги“ (на гръцки: Ιερός Ναός Αγίου Γεωργίου) е православна църква в сярското село Йеди Дермен (Ептамили), Егейска Македония, Гърция, енорийски храм на Сярската и Нигритска епархия на Вселенската патриаршия.

## История
Църквата е построена в центъра на селото в 1925 година от заселените там бежанци от Понт. От 1997 година започа изграждането на притвор, облицоването с камък и изписването на храма. В архитектурно отношение е малка куполна базилика.